# Balyana sculptilis
Balyana sculptilis is een keversoort uit de familie bladkevers (Chrysomelidae). De wetenschappelijke naam van de soort werd in 1895 gepubliceerd door Léon Marc Herminie Fairmaire.